# Firmat
Firmat är en ort i Argentina.   Den ligger i provinsen Santa Fe, i den centrala delen av landet, 300 km väster om huvudstaden Buenos Aires. Firmat ligger 109 meter över havet och antalet invånare är 18 294.
Terrängen runt Firmat är mycket platt. Det finns inga andra samhällen i närheten.
Trakten runt Firmat består till största delen av jordbruksmark. Runt Firmat är det glesbefolkat, med 16 invånare per kvadratkilometer.